# Siefen (Much)
Siefen ist ein Ortsteil der Gemeinde Much im Rhein-Sieg-Kreis. Einen zweiten Ortsteil Siefen gab es bei Werschberg.

## Lage
Siefen liegt auf den Hängen des Bergischen Landes. Nachbarorte sind Bövingen im Nordosten, Hevinghausen im Süden und Kerzenhöhnchen im Osten. Bei Siefen entspringt der Ölbach, der durch den Ort fließt.

## Einwohner
1830 hatte Siefen 30 Bewohner.
1901 hatte der Weiler 57 Einwohner. Hier verzeichnet waren die Haushalte von Ackerer Christian Alefelder, Schreiner Joh. Alefelder, Ackerin Witwe Wilhelm Alefelder, Ackerer Christian Berger, Ackerin Catharina Ennenbach, Ackerer Joh. Martin Kühn, Schneider Heinrich Josef Neu, Ackerer Adolf Nick, Ackerer Joh. Peter Schumacher und Ackerer Peter Josef Schumacher.